# 30-я гвардейская тяжёлая танковая бригада
Бригада была сформирована на основании директивы заместителя НКО СССР № УФ4/506 от 15 июля 1942 года, как 61-я танковая бригада. Формирование бригады проходило в районе Озерки 1-го Всеволжского района Ленинградской области.
Приказом НКО СССР № 58 от 7 февраля 1943 года 61-й танковой бригаде за мужество и героизм личного состава присвоены почётное звание «Гвардейская» и новый войсковой номер — 30. Бригада стала именоваться: 30-я гвардейская танковая бригада. При преобразовании в гвардейскую бригада имела штаты № 010/345—010/352 и была единственной танковой бригадой Красной армии, полностью укомплектованной танками Т-60 и Т-70.
| \| \| 30-я отдельная гвардейская тяжёлая танковая бригада \|          | \| \| 30-я отдельная гвардейская тяжёлая танковая бригада \|                   |
| --------------------------------------------------------------------- | ------------------------------------------------------------------------------ |
|                                                                       |                                                                                |
| Вооружённые силы                                                      | ВС СССР                                                                        |
| Вид вооружённых сил                                                   | сухопутные войска                                                              |
| Род войск (сил)                                                       | бронетанковые и механизированные                                               |
| Вид формирования                                                      | танковая бригада                                                               |
| Почётные наименования                                                 | «Выборгская»                                                                   |
| Формирование                                                          | 7 февраля 1943 года                                                            |
| Расформирование (преобразование)                                      | 1 ноября 1945 года                                                             |
| В составе                                                             | 2-й ударной, 21-й, 59-й, 65-й и 67-й армий                                     |
| Награды                                                               |                                                                                |
|                                                                       |                                                                                |
| Боевые операции                                                       |                                                                                |
| Великая Отечественная война (1943—1945): Сражение при Тали — Ихантала |                                                                                |
| В составе фронтов                                                     |                                                                                |
| Ленинградского и 2-го Белорусского фронтов                            |                                                                                |
| Преемственность                                                       |                                                                                |
| Предшественник                                                        | 61-я танковая бригада                                                          |
| Преемник                                                              | 30-й гвардейский танко-самоходный полк → 30-й гвардейский танковый полк (1957) |
|                                                                       | 30-я отдельная гвардейская тяжёлая танковая бригада                            |

По состоянию на 7 февраля 1943 года бригада имела:
- танков Т-60 — по списку 53 шт. (из них: боеспособных — 8 шт., сгорело — 8 шт., завязло в болоте — 8 шт., подбито артиллерийским огнём — 19 шт., технически неисправных — 10 шт.);

- танков Т-70 — по списку 27 шт. (из них: боеспособных — 9 шт., сгорело — 9 шт., подбито артиллерийским огнём — 3 шт., технически неисправных — 6 шт.).

Приказом НКО СССР № 00106 от 21 июня 1943 года бригада была переведена на штаты № 010/270—010/277.
В конце декабря 1943 года бригада была выведена в район Всеволожского и Токсово, где на основании директивы Генерального штаба КА № орг/3/2244 от 31 декабря 1943 года бригада была переведена на штаты № 010/500—010/506. В ходе перевооружения в декабре 1943 года бригаде были поставлены танки Т-34. Вместо выведенного из состава бригады бронебатальона был сформирован 3-й танковый батальон.
По состоянию на май 1944 года танки бригады имели нумерацию с 400 по 499.
На основании директивы ГШ КА № Орг/3/315085 от 1 декабря 1944 года бригада была преобразована в 30-ю отдельную гвардейскую тяжёлую танковую бригаду и переведена на новый штат. Её танковые батальоны получили на вооружение тяжёлые танки ИС-2 и переформированы в 93-й, 94-й, 95-й гвардейские тяжёлые танковые полки.

## Состав
| Внешние изображения | Внешние изображения |
| ------------------- | --- |
|                     | Танк Т-60 из состава 30-й гвардейской танковой бригады поддерживает пехоту (Ленинградский фронт, август 1943 года)                  |
|                     | Командир 30-й гвардейской танковой бригады Владислав Владиславович Хрустицкий беседует с танкистами (Ленинградский фронт, 1943 год) |
|                     | Танк Т-60 из состава 30-й гвардейской танковой бригады на позициях. (Лето 1943 года)                                                |
|                     | Загрузка боекомплекта в танк Т-60 с башенным номером 228 из состава 30-й гвардейской танковой бригады. (Лето 1943 года)             |

При преобразовании в гвардейскую:
- Управление бригады (штат № 010/345)
- 548-й отдельный танковый батальон (штат № 010/398)
- 549-й отдельный танковый батальон (штат № 010/398)
- Отдельный бронеавтомобильный батальон (проект дополнения к штату)
- Моторизованный стрелково-пулемётный батальон (штат № 010/347)
- Рота управления (штат № 010/350)
- Рота технического обеспечения (штат № 010/351)
- Медико-санитарный взвод (штат № 010/352)
- Особый отдел НКВД (по особому штату)

С июня 1943 года:
- Управление бригады (штат № 010/270)
- 548-й отдельный танковый батальон (штат № 010/271)
- 549-й отдельный танковый батальон (штат № 010/272)
- Мотострелково-пулемётный батальон (штат № 010/273)
- Истребительно-противотанковая батарея (штат № 010/274)
- Рота управления (штат № 010/275)
- Рота технического обеспечения (штат № 010/276)
- Медико-санитарный взвод (штат № 010/277)
- Рота противотанковых ружей (штат № 010/375)

С декабря 1943 года:
- Управление бригады (штат № 010/500)
- 1-й отдельный танковый батальон (штат № 010/501)
- 2-й отдельный танковый батальон (штат № 010/501)
- 3-й отдельный танковый батальон (штат № 010/501)
- Моторизованный батальон автоматчиков (штат № 010/502)
- Зенитно-пулемётная рота (штат № 010/503)
- Рота управления (штат № 010/504)
- Рота технического обеспечения (штат № 010/505)
- Медико-санитарный взвод (штат № 010/506)

С декабря 1944 года:
- Управление бригады [штат № 010/500]
- 93-й гвардейский тяжёлый танковый полк (штат № 010/460)
- 94-й гвардейский тяжёлый танковый полк (штат № 010/460)
- 95-й гвардейский тяжёлый танковый полк (штат № 010/460)
- Разведывательная рота (штат № 010/526)
- Зенитная рота М-15 (штат № 010/527)
- Рота управления (штат № 010/504)
- Рота технического обеспечения (штат № 010/505)
- Медико-санитарный взвод (штат № 010/506)
- Стрелковое отделение отдела контрразведки «СМЕРШ» (штат № 010/516)

## Награды и почётные звания
- «Гвардейская» — приказ НКО от 7 февраля 1943 г. № 58;
- Выборгская — приказ ВГК от 2 июля 1944 г. № 0173;
- Орден Красного Знамени — указ Президиума ВС СССР от 5 апреля 1944 г. (за образцовое выполнение заданий командования в боях при прорыве к побережью Данцигской бухты и овладении городами Мюльхаузен, Мариенбург, Штум, Толькемит и проявленные при этом доблесть и мужество);
- Орден Суворова II степени — указ Президиума ВС СССР от 4 июня 1945 г. (за образцовое выполнение заданий командования в боях с немецкими захватчиками при овладении островом Рюген н проявленные при этом доблесть и мужество).